# アンタイ・フラッグ
アンタイ・フラッグ (Anti-Flag) は、アメリカ合衆国の4人組のパンク・ロックバンド。
日本では“アンチ・フラッグ”と表記・発音されている場合が多い。

## メンバー

### 現在のメンバー
- ジャスティン・セイン(Justin Sane)　ボーカル＆ギター
- パット・セティック(Pat Thetic)　ドラムス
- クリス・ヘッド(Chris Head)　ギター
- クリス・ナンバーツー(Chris #2)　ベース＆ボーカル

### 元メンバー
- ルーシー・フェスター(Lucy Fester)　ボーカル　1989
- アンディー・フラッグ(Andy Flag)　ベース＆ボーカル　1993 - 1996
- ジェイミー・コック(Jamie Cock)　ベース　1998 - 1999

## ヒストリー
- 1989年　ギタリストのジャスティン・セインとドラムスのパット・セティックを中心に結成される。
- 1993年　ベースシストとしてアンディー・フラッグが加入。
- 1996年　ファーストアルバム『Die for the Government』を発表。アンディー・フラッグがメンバー間の不仲が原因で脱退。
- 1997年　ギタリストのクリス・ヘッドが加入。
- 1998年　ベーシストとしてジェイミー・コックが加入。インディーレーベルであるA-F Recordsを立ち上げ、カナダのd.b.s.とのスプリットCDをその他音源とあわせて『Their System Doesn’t Work For You』として再発する。
- 1999年　ジェイミー・コックが脱退。以前から熱心なファンであったクリス・ナンバーツーがベーシストとして加入。アルバム『A New Kind of Army』を発表。このころRage Against the Machineのトム・モレロと知り合い、一緒にライブも行う。
- 2000年　Warped Tourに参加し、NOFXのファットマイクと知り合い、Fat Wreck Chords と契約。
- 2001年　Fat Wreck Chords から『Underground Network』発表。
- 2002年　A-F Recordsから『Mobilize』を発表。
- 2003年　Fat Wreck Chords から『The Terror State』発表。このアルバムの"Post War Breakout" の歌詞はフォーク歌手のウッディ・ガスリーによって書かれたものである。
- 2006年　メジャーレーベルであるRCAレコードに移籍。アルバム『For Blood and Empire』を発表。
- 2008年　RCAより、『The Bright Lights of America』を発表。
- 2009年　再びインディーレーベルに戻り、SideOneDummyレコードから『The People or the Gun』を発表。
- 2012年　『The General Strike』を発表。

## ディスコグラフィ

### アルバム
- 『Die for the Government』 (1996)　New Red Archives
- 『Their System Doesn’t Work For You』　(1998)　A-F Records (d.b.s.とのスプリットCD　North America Sucksとアンリリースソング10曲をあわせて再発したもの)
- 『A New Kind of Army』 (1999)　A-F Records
- 『Underground Network』 (2001)　Fat Wreck Chords
- 『Mobilize』 (2002)　A-F Records　[スタジオ録音曲8曲+ライブ音源8曲]
- 『The Terror State』 (2003)　Fat Wreck Chords
- 『フォー・ブラッド・アンド・エンパイア』 - For Blood And Empire (2006)　RCA Records
- 『Benefit For Victims Of Violent Crime』 (2007)　A-F Records [EP盤　スタジオ録音7曲+ライブトラック5曲]
- 『ザ・ブライト・ライツ・オブ・アメリカ』 - The Bright Lights Of America (2008)  RCA Records
- 『The People or the Gun』 (2009)  SideOneDummy Records
- 『The General Strike』 (2012)  SideOneDummy Records

## DVD
- 『Death of a Nation』 (2004)